# Antoon van Bedaff
Antonius (Antoon) van Bedaff (Antwerpen, 25 december 1787 - Brussel, november 1829) was een Zuid-Nederlandse kunstschilder, tekenaar en graficus. Van 1820 tot 1825 was hij leraar handtekenkunde aan de Stadsacademie voor Teeken- en Schilderkunst in Den Bosch.

## Biografie
Bedaff stamt van moederszijde af van de kunstschilder Nicolas Vleughels (1668-1737). Hij leerde het kunstvak aan de Centrale School in Antwerpen en werd verschillende malen bekroond met medailles. Hij kreeg les van G.J. Herreyns (Willem Herreyns). Hij is vooral bekend geworden om zijn portretten en historische schilderijen. Hij exposeerde tijdens zijn leven, zoals tijdens de tentoonstelling van Den Haag in 1819. Aldaar werd als woonplaats nog Antwerpen vermeld.
In 1820 werd hij benoemd tot leraar handtekenkunde van de Stads Academie voor Teeken- en Schilderkunst in Den Bosch. Zijn studievriend Henricus Turken werd tevens leraar en directeur van de academie. Ze waren hier leraar van onder meer Willem Verbeet, Thomas van Leent en Jan Hendrik van Grootvelt.
Met Turken bracht hij in 1823 een rijkgeïllustreerd werkje uit in steendruk met de titel Grondbeginselen der Teekenkunst. Ze droegen het op aan koningin Wilhelmina van Pruisen, de gemalin van koning Willem I der Nederlanden. Toen het Van Bedaff en Turken niet lukte om het onderwijs te vernieuwen, namen ze in 1825 ontslag bij de academie en vertrokken ze naar Brussel.
Hij overleed een viertal jaar later op 41-jarige leeftijd, in november 1829. In het Nieuw Nederlandsch Biografisch Woordenboek uit 1930 wordt gemeld dat de stad Haarlem op dat moment in het bezit is van drie schilderijen van Bedaff.

## Enkele werken

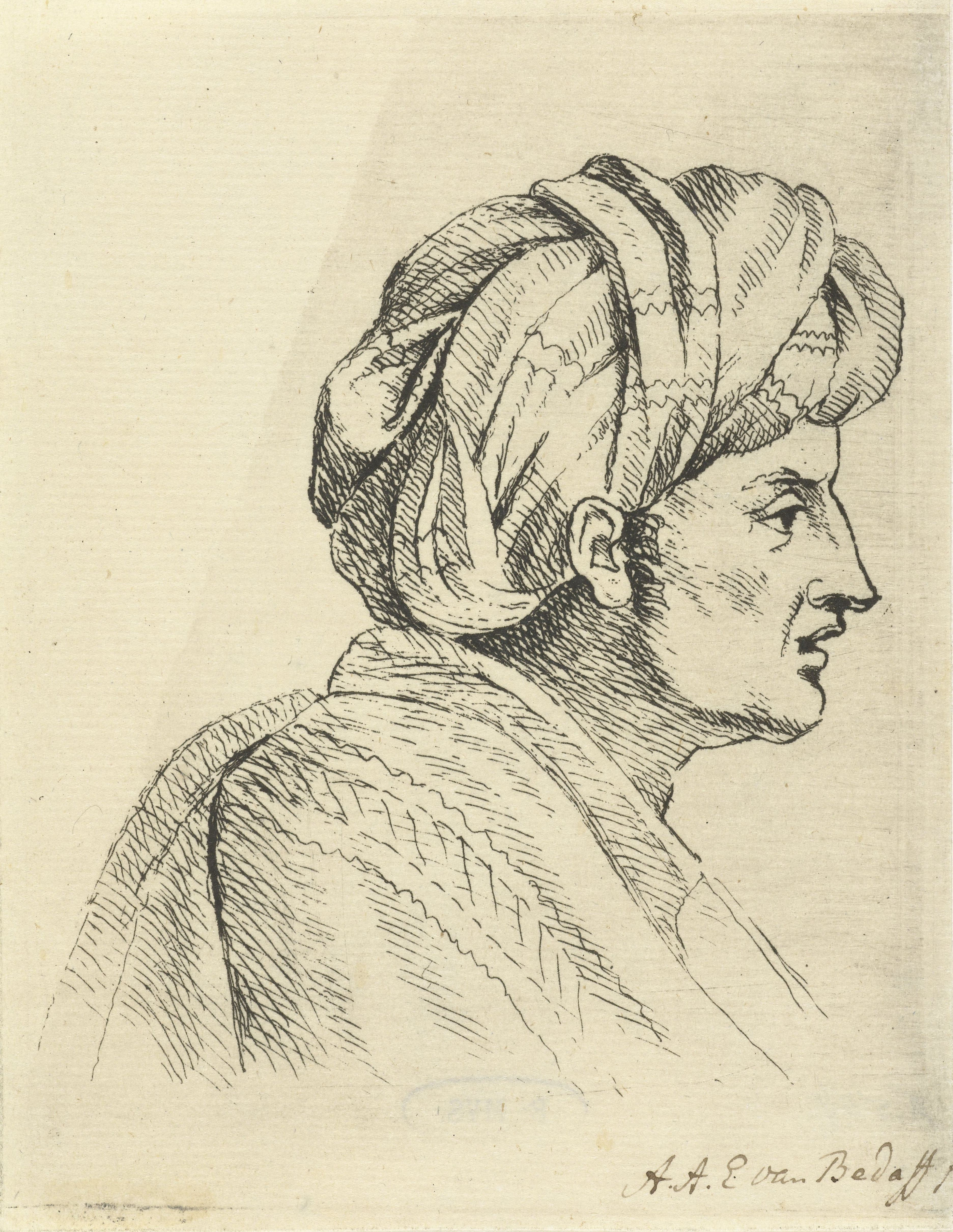
Man met tulband
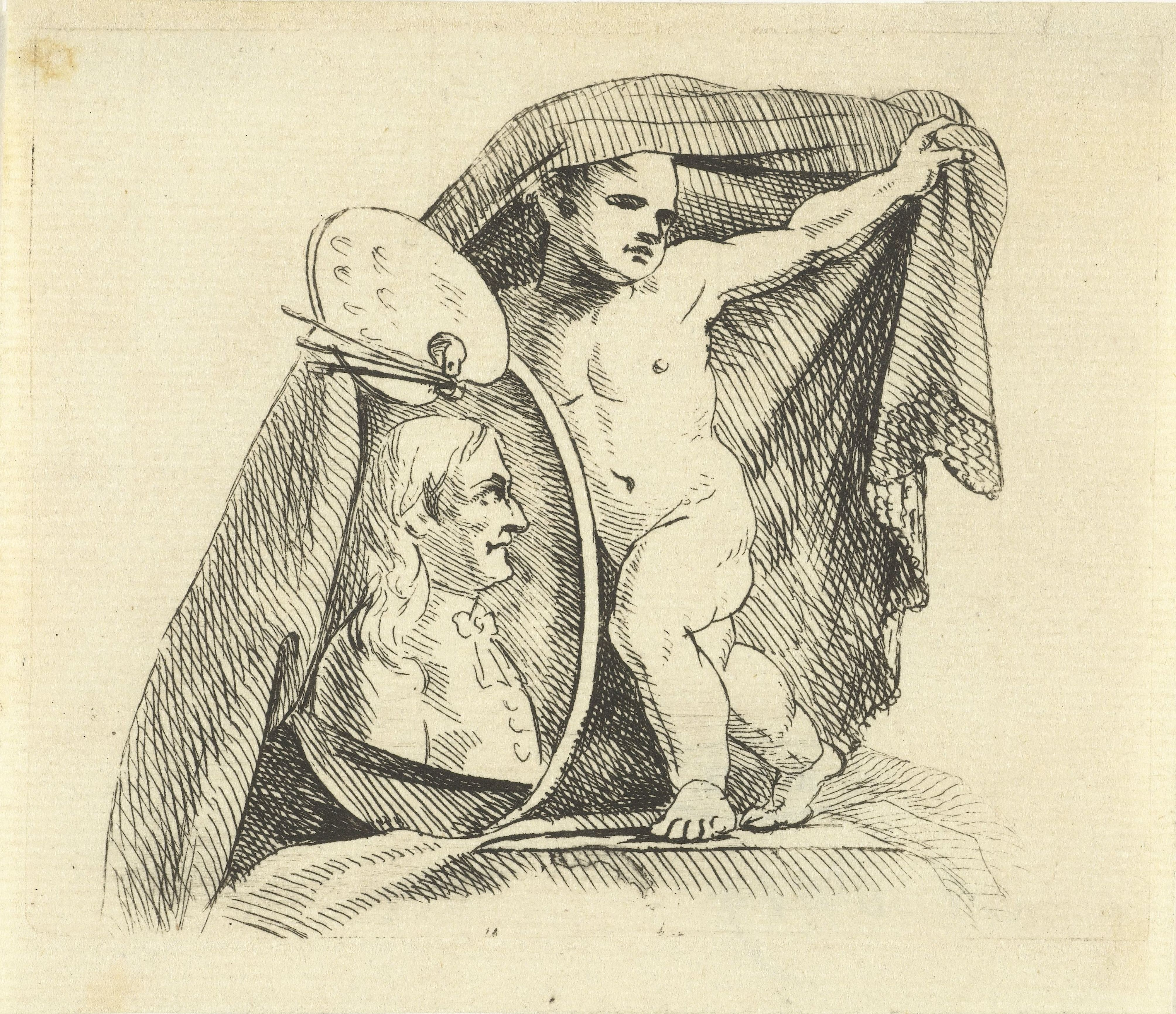
Kind met schilderspalet en portret van overleden kunstenaar
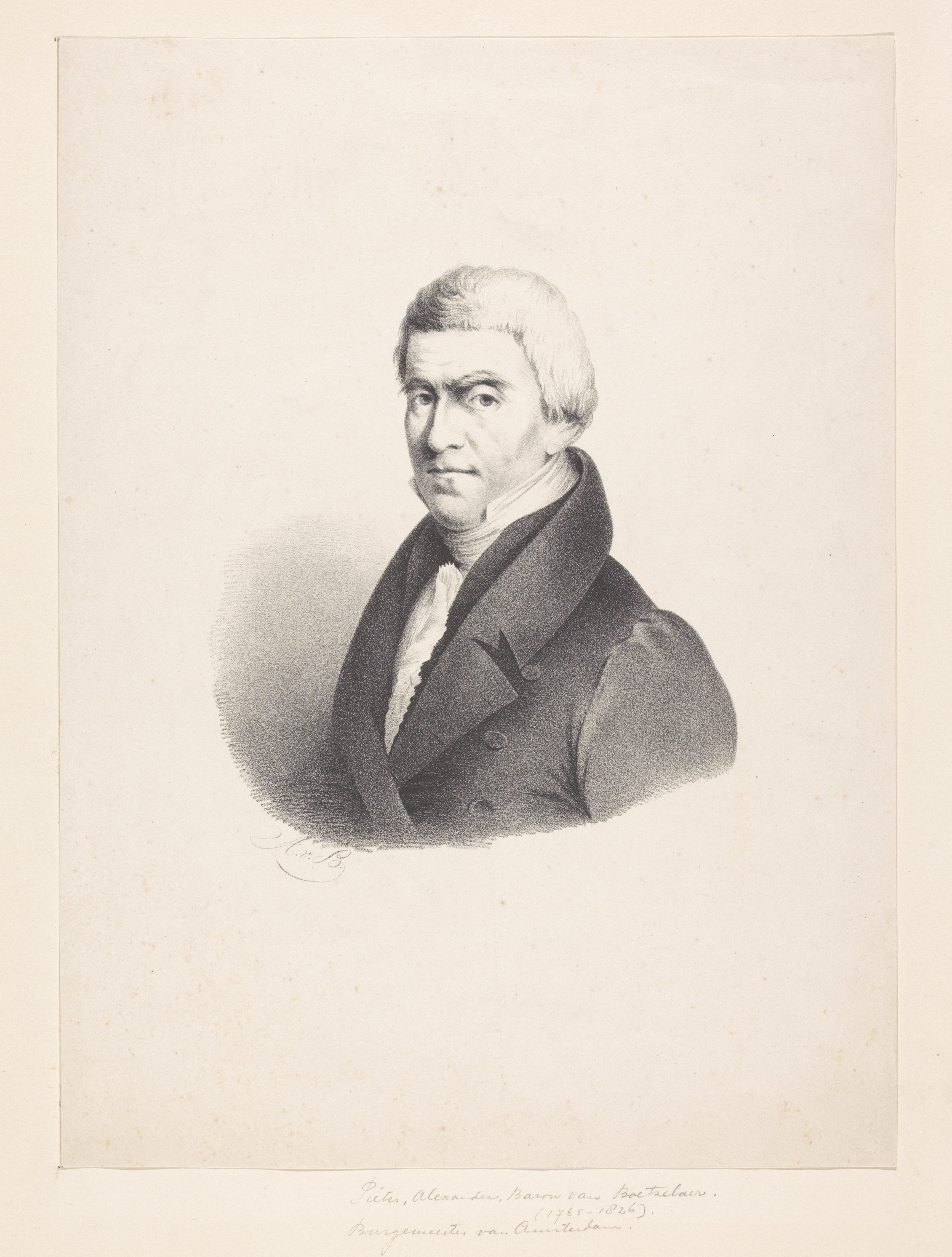
Portret van burgemeester Van Boetzelaer uit Leiden
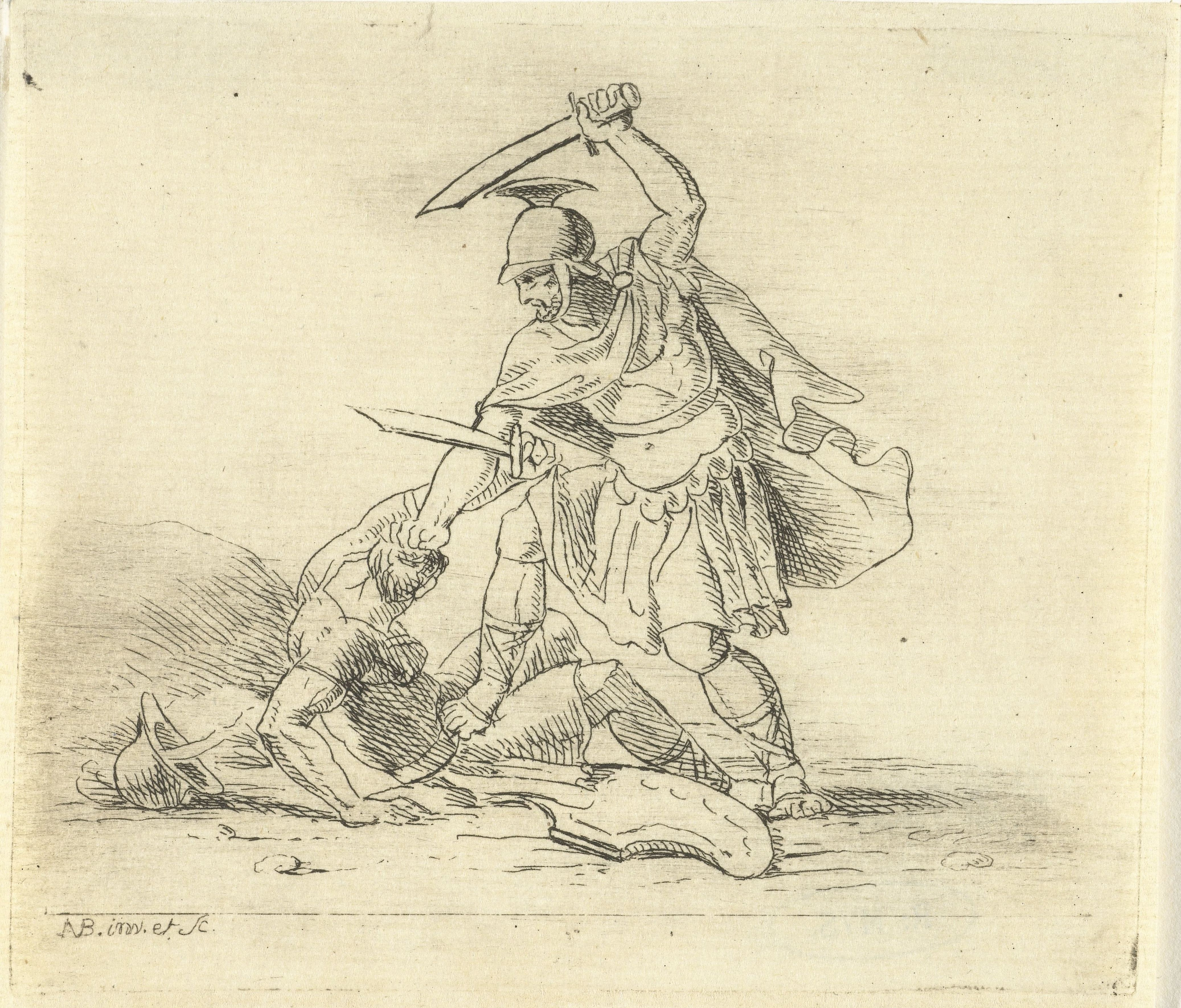
Twee Romeinse soldaten in gevecht
- Video over in 2021 geveild werk van Bedaff

- Biografisch Portaal: 71397144
- Digitale Bibliotheek voor de Nederlandse Letteren: beda003
- RKD-Nederlands Instituut voor Kunstgeschiedenis: 79154
- Union List of Artist Names: 500296792
- Virtual International Authority File: 26147121672426390697